# Сражение при Фронт-Ройале
Сражение при Фронт-Ройале (англ. The Battle of Front Royal), также известное как Сражение при Гуард-Хилл и Сражение при Сидарвилле, произошло 23 мая 1862 года в округе Уоррен, Вирджиния, и было одним из сражений Кампании в долине Шенандоа, которую вёл генерал Томас Джексон во время американской Гражданской войны. К началу сражения отряд Джексона был усилен дивизией Юэлла, в результате чего армия южан насчитывала 17 тысяч человек. В то же время армия Бэнкса в Страсберге была ослаблена переводом дивизии Шилдса на восток. Одно из подразделений армии Бэнкса было размещено в городке Фронт-Ройал. Джексон атаковал Фронт-Ройал, окружил и почти полностью уничтожил федеральный отряд. В результате сражения Джексон оказался на фланге армии Бэнкса. Опасаясь за свои коммуникации, Бэнкс начал отступление к Уинчестеру. Внезапное наступление Джексона в долине Шенандоа заставило президента Линкольна остановить наступление на Ричмонд силами корпуса Макдауэлла и принять меры по обороне Вашингтона.

## Предыстория
В конце апреля 1862 года федеральная армия генерала Натаниеля Бэнкса стояла в долине Шенандоа. Её передовые посты стояли в Гаррисонберге. Бэнкс был уверен, что южане в долине деморализованы и их армия вероятно, отступает к Ричмонду, поэтому его присутствие в долине лишено всякого смысла. Он полагал, что небольшого гарнизона в Страсберге достаточно для обороны долины, а основную армию следует перебросить на восток. Между тем армия Юга, которой командовал Томас Джексон, всё ещё стояла в долине, а Джексон размышлял над тем, как атаковать Бэнкса. 28 апреля в штаб Джексона в Конрадс-Стор прибыл генерал Ричард Юэлл и они вместе рассмотрели три варианта действий: можно было атаковать отряд Фримонта, или же Бэнкса у Нью-Маркета, или же Бэнкса во Фронт-Ройале. 29 апреля Джексон сообщил об этих вариантах генералу Ли в Ричмонд. Ли тщательно обдумал все три варианта, но оставил выбор на усмотрение Джексона.
Джексон решил в первую очередь атаковать отряд Фримонта. 30 апреля его отряд начал марш на запад, а дивизия Юэлла осталась в долине Шенандоа для сдерживания Бэнкса. 8 мая Джексон встретил отряд Фримонта у Макдауэлла, в 25-ти милях западнее Стентона, и разбил его в сражении при Макдауэлле. В те же дни, 11 мая, Юэлл узнал, что часть армии Бэнкса (дивизия Джеймса Шилдса) готовится уйти на восток для усиления корпуса Макдауэлла. Юэлл велел полковнику Манфорду «сделать всё, что возможно», чтобы не дать соединиться Шилдсу и Макдауэллу.
Через несколько дней Джексон вернулся в Долину, и 18 мая они встретились с Юэллом в штабе в Монт-Солон. Так как из Ричмонда приходили противоречивые приказы, Джексон решил остаться в долине и с помощью Юэлла атаковать Бэнкса. Юэлл согласился при условии, что Джексон примет на себя ответственность за это решение, и Джексон выдал ему официальный приказ, который гласил, что в Дистрикте Долины Юэлл подчиняется в первую очередь Джексону. Решив этот организационный вопрос, Джексон стал думать о том, как разбить Бэнкса. Он решил атаковать его позиции в Страсберге, или же, если позиция окажется сильно укреплённой, обойти её фланг через Фронт-Ройал.
В те же дни в долину прибыл бригадный генерал Джордж Стюарт с предписанием сформировать мэрилендскую бригаду. У Джексона не было своих мэрилендских подразделений, поэтому он велел Юэллу передать Стюарту 1-й Мэрилендский пехотный полк и балтиморскую батарею Брокенбро из бригады Арнольда Элзи в качестве ядра для будущей бригады. А так как в бригаде Элзи остался всего один полк, то Джексон передал ему три полка из бригады Джонсона: 12-й Джорджианский, 25-й Вирджинский и 31-й Вирджинский полки.

### Положение армии Бэнкса
Генерал Джозеф Джонстон полагал, что успех нападения на Бэнкса зависит от того, насколько основательно тот укрепил Страсберг. Но укрепления были слабы: северяне прорыли траншею на южной окраине города и построили укрепление на его северо-западной окраине, известное как Бэнкс-Форт. Утром 20 мая Джексон отправил Джедедию Хотчкисса на разведку. Изучив укрепления Страсберга, Хотчкисс сообщил, что они перекрывают дорогу Велли-Пайк, но не более того. Он мог заметить и большое количество военного имущества, собранного в городе. Федеральный генерал Гордон вспоминал, что в Страсберге был огромное количество продовольствия, снаряжения и медикаментов. Считалось, что Страсберг — надёжная база для армии, но Бэнкс сомневался как в надёжности базы, так и в безопасности своей армии. 16 мая военный секретарь Стэнтон приказал ему отправить два полка во Фронт-Ройал. 17 мая Бэнкс отправил свой самый большой полк: 1-й Мэрилендский, под командованием полковника Джона Кенли. После ухода Кенли в распоряжении Бэнкса осталось 4 476 человек пехоты, 1600 кавалерии, 10 орудий Паррота и 6 Наполеонов. Периметр охраняли 5 рот 1-го Мэнского кавалерийского полка. Рота 3-го Висконсинского и рота 27-го Индианского наблюдали за 6-ю милями железной дороги от Страсберга до Бактона. 2 роты 29-го Пенсильванского полка охраняли железнодорожный мост через Южную Протоку Шенандоа севернее Фронт-Ройала. Так как армия Макклеллана уже подступала к Ричмонду, то северяне были уверены, что война окончится со дня на день и к 4 июля они уже будут дома.

### Донесения Белли Бойд
В те дни во Фронт-Ройале временно находилась Изабелла Бойд, жительница Мартинсберга. Она жила в Дома Страйклера, где находился отель и где генерал Шилдс разместил штаб перед уходом на восток. 14 или 15 мая Шилдс созвал закрытый военный совет, и Белли Бойд сумела подслушать переговоры федеральных офицеров. Она записала всё услышанное на бумаге. Около часа ночи совещание прекратилось, Белли Бойд взяла собственного коня и пробралась за линию федеральных пикетов, где сумела разыскать Тёрнера Эшби и передать ему записи. Вероятно, они были переданы в штаб Джексона, который теперь наверняка знал о манёврах дивизии Шилдса и мог уверенно планировать нападение на Бэнкса. Историк Питер Коззенс писал, что Джексон и Юэлл не нуждались в разведданных от Белли Бойд, поскольку получали информацию о противнике от кавалеристов Эшби.

### Наступление Джексона
19 мая в 03:00 дивизия Джексона покинули свои лагеря на Гаррисонбергской дороге и начали марш на север. Одновременно дивизия Юэлла начала марш в долину Пейдж. Бригаде Брэнча было приказано идти на соединение с Юэллом. В тот день дивизия Юэлла прошла часть долины Пейдж и вышла к мостам через Шенандоа около Белого дома. Дивизия Джексона в тот день перешла Норт-Ривер у Бриджуотера и вечером встала лагерем в Бриджуотере и Дейтоне.
Утром 20 мая дивизия Юэлла шла с опережением графика и была готова соединиться с армией Джексона 21 мая между Нью-Маркетом и Монт-Джексон, но в то утро Юэлл получил письмо от генерала Джонстона, датированное 17-м мая. Джонстон приказывал Юэллу идти к Ричмонду, чтобы задержать наступление корпуса Макдауэлла с севера на Ричмонд. Юэлл бросился на поиски Джексона, которого нашёл между Гаррисонбергом и Нью-Маркетом. Приказ не укладывался в планы Джексона, но на переговоры с Джонстоном не было времени. Джексон решил связаться прямо с генералом Ли по телеграфу в Стэнтоне. Он отправил курьера с текстом сообщения, и уже ночью того дня из Ричмонда пришло сообщение, оставляющее выбор действий на усмотрение Джексона.
Утром 21 мая Джексон снова переговорил с Юэллом, и на этом совещании было решено поменять планы наступления. Ранее предполагалось, что южане атакуют Бэнкса в Страсберге. Но кавалерия Манфорда донесла о появлении федерального полка в Фронт-Ройал. Было решено отменить марш на Страсберг, перейти в долину Пейдж, атаковать Фронт-Ройал, и тем самым отрезать Бэнксу путь на восток. Это так же ставило под угрозу тылы Бэнкса и вынуждало его без боя оставить Страсберг и отступить вниз по долине. Впоследствии Кэмббелл Браун (адъютант Юэлла) утверждал, что именно Юэлл настоял на этом варианте наступления. История Дональд Пфанц считал такое маловероятным: Джексон был не склонен следовать советам подчинённых, а Юэлл не был склонен давать советы. Вероятнее всего, повлияло предостережение Джонстона относительно возможно сильных укреплений Страсберга и сообщение о небольшом гарнизоне Фронт-Ройала.
2-й и 6-й кавалерийские полки должны были обеспечивать передовое охранение армии в долине Пейдж. 21 мая оба полка перешли Голубой Хребет и спустились в долину. Их командир, полковник Манфорд, временно отсутствовал, поэтому общее командование полками принял полковник Томас Флорной. Две роты кавалерии Эшби были оставлены южнее Страсберга для наблюдения за Бэнксом. В тот же день вся дивизия Джексона ушла из Нью-Маркета в Лурей, перейдя хребет Массанатен по ущелью Нью-Маркет-Гэп. С этого момента армия Джексона впервые в ходе всей кампании была сконцентрирована в одном месте. И до сих пор никто, кроме Джексона и Юэлла, не знал о цели наступления.
22 мая армия продолжила марш вниз по долине и к вечеру встала лагерем в Сидар-Пойнт, в 10 милях от Фронт-Ройала. Здесь Джексон тщательно продумал планы на следующий день. Во Фронт-Ройал с юга вело две дороги. Основная лурейская дорога хорошо простреливалась артиллерией, поэтому армии предстояло сместиться на параллельную ей дорогу Гуни-Манор-Роуд. Кавалерии предстояло обойти Фронт-Ройал с запада и отрезать город от Страсберга. Гарнизон мог отступать только на север, к Уинчестеру, но для этого надо было два раза перейти реку. Джексон знал о том, что через обе реки есть мосты, но, вероятно, не знал точно их состояния и предполагал их разрушенными. Дуглас Фриман писал, что шесть месяцев спустя Джексон сам бы улыбнулся той серьёзности, с которой он готовился к операциям против Фронт-Ройала, но в мае 1862 года ему ещё не хватало опыта. Он лишь дважды командовал армией в сражении, из которых первое было неудачным, а во втором решения принимал в основном Джонсон. Сама же схема наступления на Фронт-Ройал была достаточно простой.

## Сражение
На рассвете дивизия Юэлла начала марш на Фронт-Ройал и за два часа прошла 7 миль из 12-ти. Дивизия Джексона провела ночь в Лурее и начала марш только в 05:00. Джексон предполагал, что на Перекрёстке Спанглера дивизия Юэлла свернёт на Гуни-Манор-Роуд, а его дивизия пойдёт прямо, но в итоге решил не разделять армию, и отправил свою дивизию в том же направлении. На том же перекрёстке кавалерия Эшби отделилась от основной колонны, перешла реку у Маккой-Форд, вышла к дороге Страсберг — Фронт-Ройал, откуда Эшби с отрядом в 300 человек повернул на запад к Бактону, а два полка Флорноя повернули на восток, чтобы разрушить там телеграфную линию. В 14:00 Флорной повернул назад к основной армии.
Дивизия Юэлла продолжала марш на Фронт-Ройал, подошла к городу на две мили, и с высоты Дики-Ридж Джексон увидел пикеты противника на окраине города. От нескольких случайных пленных он узнал, что это мэрилендский полк. Джексон приказал вызвать из тыла мэрилендский полк Бредли Джонстона, и поставить его в первой линии. Приказ пришёл к Джонсону в 13:00. Джексон не знал, что несколько дней назад у некоторых мэрилендцев завершились сроки службы и половина полка отказалась от дальнейшего участия в кампании. Джонсон приказал бунтовщикам сдать оружие, но пока не стал доводить это дело до сведения Джексона. Теперь он решил переломить ситуацию: он собрал полк и зачитал им приказ Джексона. Он сказал, что если они откажутся, ему придётся написать ответ, что 1-й Мэрилендский отказывается воевать, несмотря на прямой приказ Джексона, после чего он уже не захочет считать себя мэрилендцем.
Речь Джонсона дала нужный эффект: едва он окончил, мэрилендцы ответили громким общим криком «Мы тебя не оставим!», «Мы не посрамим штат», а потом сами бросились к повозкам, где было собрано их оружие. Потом полк ускоренным маршем вышел на передовую линию и развернулся на северном склоне высоты Дики-Ридж. Их было 350 человек. Слева встал батальон «луизианских тигров» Робордо Уита, 150 человек. Незадолго до 14:00 вся пехотная линия двинулась вперёд.

### Бои на окраине
Генерал Ричард Тейлор вспоминал, что Джексон вместе с ним шёл в авангарде бригады, но потом кто-то вызвал его в тыл и в это время из леса выбежала молодая симпатичная девушка, которая оказалась Изабеллой Бойд. «Она сказала, что перед нами Фронт-Ройал, что в городе полно федералов, что их лагерь на западном берегу реки, что их артиллерия прикрывает мост, но не прикрывает железнодорожный мост, что они думают что Джексон находится к западу от Массанутена, около Гаррисонберга, что Бэнкс находится в Уинчестере, в двадцати милях от Фронт-Ройала, и собирает свои разбросанные силы, чтобы отбить ожидаемое наступление Джексона». Тейлор говорил, что все эти факты уже были известны Джексону, но он никому этого не рассказывал, и Тейлор только теперь осознал стратегическую важность горы Массанутен и существенно изменил своё отношение к Джексону. Полагая, что показания Белли Бойд достаточно точны, он отдал приказ наступать ускоренным маршем. Он признавал, что это было самоуверенно, но в те дни он считал, что его бригада справится с любой задачей.
Капитан Кэмпбелл Браун впоследствии писал, что первым Белли Бойд заметил майор Генри Кид Дуглас, который был ранее знаком с Бойд. «Она бежала, как сумасшедшая, с холма правее нас», вспоминал Кэмпбелл Браун. По его словам, она сказала, что федеральный отряд в городе невелик, и надо передать Джексону, чтобы он атаковал немедленно, и тогда противник будет схвачен полностью.
В мемуарах Белли Бойд говорится только о встрече с Дугласом и не упоминается разговора с Тейлором. По её словам, она выходила из города, когда перестрелка уже началась, и северяне уже заняли здание госпиталя на окраине города в качестве оборонительной позиции. Федеральные пикеты открыли по ней огонь, и из госпиталя тоже стали стрелять в её сторону. Она так же утверждала, что сообщила главным образом о мостах к северу от города, которые необходимо захватить, чтобы не дать противнику уйти. «В следствие информации, переданной мною с таким риском для себя, генерал Джексон осуществил фланговый манёвр, который и привёл к таким удачным результатам».
Историки Эйселбергер и Коззенс писали, что Белли Бойд не сообщила Джексону ничего нового, но он оценил её героическое усилие.

### Отступление федеральной армии
Командование федерального отряда узнало о нападении в 14:30, когда первые беглецы появились в лагере полка, расположенном севернее города. Подполковник Натан Дюшен с полковым врачом поехали посмотреть, что на самом деле происходит, и сами увидели пехотную линию южан, наступающую через город. Дюшен сообщил полковнику Кенли, что южане рассеяли пикеты, обратили в бегство тыловую полицию, и несколько десятков человек уже попало в плен. Келни собрал 6 рот своего полка, присоединил к ним всё, что осталось от пикетов, и отвёл тот отряд на высоту Ричардсон-Хилл. Город был оставлен почти без боя.
Позиция Кенли находилась на восточной стороне уинчестерской дороги. В его распоряжении имелась секция из двух орудий батареи Е Пенсильванского легкоартиллерийского полка (так наз. Батареи Кнаппа), которой командовал лейтенант Чарльз Этвелл. Чтобы подавить их огонь, Степлтон Кратчфилд, новый шеф артиллерии в армии Джексона, вызвал на высоту Проспект-Хилл батареи дивизии Юэлла, но обнаружилось, что в непосредственной близости находятся только 6-фунтовые гладкоствольные орудия и 12-фунтовые гаубицы, а для дуэли с федеральными «Парротами» требовались нарезные орудия. Первыми на высоту прибыли три гладкоствольные пушки, но Кратчфилд не стал их задействовать. Следом подошла батарея Куртни, но в её составе было всего одно нарезное орудие. Кратчфилд приказал ей открыть огонь, но он оказался малоэффективным. К дуэли подключились две гладкоствольные пушки мэрилендской батареи Брокенбро, но и от них не было никакой пользы. В результате пехоте пришлось какое-то время наступать без артиллерийской поддержки. Мэрилендский полк начал приближаться к противнику с фронта, 6-й луизианский полк начал обходить левый фланг противника, а остальные луизианские полки бригады Тейлора обходили правый фланг федералов.
Полковник Кенли сумел продержаться на высоте Ричардсон-Хилл почти два часа. Ему надо было выиграть время для Бэнкса в Страсберге. В его распоряжении оставалось 773 человека, и он старался изобразить присутствие более крупных сил. Подполковник Дюшейн прикрывал его правый фланг двумя ротами, рота майора Уилсона была выдвинута вперёд в стрелковую цепь. Рота лейтенанта Севилла прикрывала левый фланг. В 16:00 из Страсберга подошли две роты 5-го Нью-Йоркского кавалерийского полка и приняли участие в перестрелке с пикетами противника. Кенли надеялся держаться до последней возможности, но вскоре узнал, что кавалерия южан вышла ему в тыл. Он лично проверил это донесение и, убедившись в его истинности, приказал начать отступление. В 16:30 его полк стал отходить за реку по мостам. Две роты 29-го Пенсильванского полка прикрывали переправу от кавалерии Флорноя, которая приближалась с запада. Северяне перешли Норт-Форк и Саус-Форк и заняли позицию на высотах за рекой. Парроты Этвелла заняли позицию на высоте Гард-Хилл.
За отсутствием собственной нарезной артиллерии Джексон ничем не смог помешать отступлению. Считается, что видя, как северяне уходят за реку по мостам, он воскликнул: «О, какая возможность для артиллерии! Если бы мои орудия были здесь!». Он велел найти любые нарезные орудия, но время шло, и федералы ушли за реку. Только после этого на поле боя появились два нарезных орудия батареи Ласка. Кратчфилд велел немедленно начать преследование. Его орудия сменили позицию и переместились на Ричардсон-Хилл, откуда открыли огонь по федералам за рекой.
Полковник Кенли смог продержаться на своей новой позиции около часа, но к 18:00 его положение стало безнадёжным. Он отправился проверить, удалось ли сжечь мосты через Норт-Форк, и увидел, как кавалерия Флорноя переходит реку вброд немного западнее моста, угрожая правому флангу Келни. В то же самое время возникла опасность и для левого фланга: 8-й Луизианский полк подполковника Генри Келли под огнём противника перешёл по мосту Саус-Форк и подошёл к мосту через Норт-Форк. Мост уже горел, поэтому Келли с частью полка перешёл реку вброд. Под прикрытием этого отряда остальная часть бригады Тейлора бросилась тушить мост. Тейлор вспоминал, что опалил коня и одежду, а многие луизианцы серьёзно обожгли руки, сбрасывая в реку горящие брёвна. Кенли приказал отступать к Сидарвиллу, местечку в двух милях на север по уинчестерской дороге. Нью-Йоркская кавалерия должна была прикрывать отход.

### Преследование
Кавалерия Флорноя подошла к мосту почти сразу после отхода Кенли. Только часть кавалеристов успела перейти вброд на северный берег, поэтому Флорной переправил остальных по мосту. Полусгоревший мост был укреплён новыми досками, и кавалеристы по одному перешли его. Джексон был уже у моста. Он торопил Флорноя с преследованием. «Полковник, — сказал он, — у них два ствола артиллерии. Отправляйтесь и захватите их». Оставался час до наступления темноты и у Кенли были шансы ускользнуть. Он решил занять оборонительную позицию на перекрёстке уинчестерской и мидлбергской дорог, установить орудия на дороге, а пехоту развернуть справа и слева. Он приказал кавалеристам Воута атаковать южан и выиграть несколько минут времени, и Воут как будто собрался выполнить приказ, но вместо этого вся его кавалерия скрылась в лесу, где спряталась до 23:00, после чего ушла в Уинчестер.
Кенли стал разворачивать пехоту у дома Маккея, когда обнаружил пропажу артиллерии. Он выехал к фронту полка в её поисках, и в этот момент кавалерия Флорноя, рота В, атаковала федеральную пехоту. Их было всего 38 человек, и залп пехоты вывел из строя 23 человека и 21 лошадь, но затем на северян обрушились остальные три роты Флорноя. Северяне прекратили сопротивление почти сразу. Артиллерия Этвелла каким-то образом прорвалась сквозь вражескую кавалерию и ушла на север, но на следующий день южане нашли оба орудия брошенными в 4-х милях от Уинчестера. Полковник Кенли получил лёгкое сабельное ранение в затылок, ранение в шею и ещё несколько мелких царапин.
Атака Флорноя было особенно впечатляющей, поскольку противник численно превосходил его отряд вчетверо. Генерал Юэлл сказал, что эта атака была «самым блестящим делом из всего, что он видел».

### Атака Эшби
Пока шёл бой за Фронт-Ройал, кавалерия Эшби атаковала станцию Бактон. В этом месте железная дорога проходила полумилей южнее реки Норт-Форк и шла по насыпи, которая могла быть использована в качестве земляного укрепления. Река не позволяла напасть с севера, поэтому атаковать станцию можно было только с юга по открытой местности. На станции находилось кирпичное здание депо, которое можно было использовать как огневую точку. На станции стояли две пехотные роты: индианская и висконсинская.
Около 14:00 около 300 человек кавалерии Эшби скрытно подошли лесом, построилась в лесу, а затем бросились в сабельную атаку. Пехотные роты успели построиться в боевую линию и дали по атакующим залп, которым были убиты капитаны Шитс и Флетчер и ещё 8 человек. Кавалерия отошла в лес, а федеральный капитан Хаббард отвёл роты за железнодорожную насыпь, где стал ждать второй атаки. Когда южане повторно пошли в наступление, лишь немногие смогли прорваться к насыпи. Тогда Эшби приказал отойти к Фронт-Ройалу. На фоне общего успеха того дня неудачу Эшби быстро забыли.

## Последствия
Первые вести о случившемся принёс в Страсберг Чарльз Гринлиф, капитан роты D, 5-го Нью-Йоркского кавполка. Следуя из Фронт-Ройала в обход постов южан, он проехал 17 миль за 45 минут и вскоре после 16:00 появился в штабе генерала Гордона, откуда был перенаправлен в штаб Бэнкса. Выслушав капитана, Бэнкс стал советоваться с генералом Кроуфордом. В 17:30 поступили новые, но слишком краткие известия. Не зная точно масштабов происходящего, Бэнкс отправил 3-й Висконсинский полк на усиление гарнизона Фронт-Ройала.
После заката пришло сообщение, что Кенли отошёл за реку, из Уинчестера сообщили, что весь полк Кенли уничтожен и он сам убит, а 10 000 южан переходят Норт-Форк. Затем пришли новости о нападении Эшби на Бактон. Этого всё ещё было недостаточно для понимания ситуации, но Бэнкс решил готовиться к худшему и в 22:00 приказал обозу отступать из Страсберга в Уинчестер. Около часа ночи Бэнкс полагал, что Фронт-Ройал атакован дивизией Юэлла, а дивизия Джексона находится где-то к югу от Страсберга и собирается наносить второй удар. Оставаться в Страсберге означало попасть в окружение. Отступать на запад за горы означало бросить все обозы. Атаковать южан в Фронт-Ройале тоже было рискованно. Бэнкс решил отступать к Уинчестеру. Он сообщил о своём решении в Вашингтон и попросил подкреплений, а заодно запросил у полковника Диксона Майлза в Харперс-Ферри каких-нибудь усилений. Утром 24 июля Бэнкс разослал кавалерию во всех направлениях для выявления потенциальной опасности, а в 09:00, не дожидаясь результатов разведки, приказал начать отступление к Уинчестеру.
По статистике историка Питера Коззенса федеральная армия потеряла 773 человека, из которых 691 попал в плен. Южане потеряли 36 человек убитыми и ранеными.
По статистике Дугласа Фримана, федеральная армия потеряла в сражении 904 человека убитыми, ранеными и пропавшими без вести. Южане захватили весь обоз федерального полка и оба орудия. Армия Джексона потеряла менее 50-ти человек: 26 человек потеряла кавалерия (11 убитыми), 2 убитых и 7 раненых было в бригаде Тейлора, а потери 1-го Мэрилендского полка неизвестны, но они были невелики. Дональд Пфанц пишет, что южане захватили 800 единиц стрелкового оружия и на 100 000 $ военного имущества.

### Оценки
Сражение при Фронт-Ройале стало первым наступательным сражением Джексона в ходе той войны. Он хорошо подготовился к нему и грамотно сконцентрировал войска, но по какой-то причине не смог ввести их в бой в нужном количестве, и фактически против примерно 800 федералов при двух орудиях сражались 450 человек без артиллерийской поддержки. Историк Эйселбергер писал, что луизианская бригада была задействована явно неправильно, но невозможно определить, кто в этом был виноват. Если приказы отдавал Тейлор, то вина лежит на нём. Если же план боя был известен Юэллу, но тот не поведал его Тейлору, то ответственным можно считать его.
После сражения Степлтон Кратчфилд признавал, что его артиллерия работала неэффективно. Он написал в рапорте, что артиллерия дивизии Юэлла была подчинена ему всего днём «или около того» ранее, и он не успел изучить состава её батарей. Историк Эйселбергер писал, что Кратчфилд даже не сделал попытки разобраться с орудиями дивизии, хотя их было всего 22, и у него было как минимум целое утро для этого.
В сражении при Фронт-Ройале участвовала только дивизия Ричарда Юэлла, но он не стал присваивать себе заслуг. Он писал, что атака и её результаты были следствием планирования и личного руководства генерала Джексона. Но и Юэлл внёс свой вклад, хотя и не афишировал его: он с самого начала был сторонником нападения на Фронт-Ройал, организовывал разведку, вёл дивизию к городу и контролировал ход боя. Он занимался преследованием противника и руководил конвоем пленных. Фронт-Ройал стал его первым серьёзным сражением, тем случаем, которого он ждал целый год.

### Реакция президента Линкольна
В те дни президент Абрам Линкольн находился в Фалмуте, где встречался с генералами Шилдсом и Макдауэллом, и договорился с ними, что они начнут наступление на Ричмонд 26 мая. Армия Шилдса и Макдауэлла насчитывала 40 000 человек, а на пути к Ричмонду командование Юга держало только две бригады: Андерсона и Брэнча. Перейдя реку Поманки, Макдауэлл должен был перейти в подчинение Макклеллана, и с этого момента федеральная армия под Ричмондом насчитывала бы 160 000 человек, против которых южане имели всего 60 000. События в долине Шенандоа спутали планы Линкольна. Поражение Бэнкса ставило под удар Харперс-Ферри и железную дорогу Балтимор-Огайо, а так как численность армии Джексона была неизвестна, то и нападение на Вашингтон нельзя было исключать. Линкольн решил отменить наступление на Ричмонд и перенаправить Макдауэлла в долину Шенандоа, чтобы окружить и уничтожить Джексона.
24 мая в 16:00 Линкольн передал Макклеллану по телеграфу, что ввиду критического положения Бэнкса он вынужден приостановить марш Макдауэлла на юг, и использовать часть его армии для действий против Джексона. В 17:00 Линкольн отправил инструкции Макдауэллу. Он велел ему отменить наступление на Ричмонд и направить 20 000 человек в долину Шенандоа через ущелье Манассас-Гэп для разгрома Джексона и Юэлла. В ответной телеграмме военному министру Стэнтону Макдауэлл сказал: «Это тяжёлый удар для нас» (This is a crushing blow to us).